# Правоурмийское месторождение
Правоурмийское месторождение олова расположено в Верхнебуреинском районе Хабаровского края (Россия), в 117 км от ж/д станции Сулук (Байкало-Амурская магистраль).
По своим качественным и географо-экономическим показателям на сегодняшний день Правоурмийское месторождение является лучшим в России и единственным, которое может конкурировать при определённых условиях с месторождениями, разрабатываемыми оловодобывающими странами. 
Балансовые запасы составляют 23,1 млн т. руды и 106,4 тыс. т. олова при среднем содержании металла в руде 0,46 %. При пересчёте запасов с учётом экономически обоснованных кондиций (с оконтуриванием по бортовому содержанию 0,40 %) запасы составят 11,1 млн т. руды и олова 92,7 тыс. т. при среднем содержании металла 0,84 %.
Освоение Правоурмийского месторождения сдерживается по двум основным причинам: отсутствие дешёвой электроэнергии; отсутствие качественной автодороги до станции Сулук.